# Bloodstream
"Bloodstream" -en español: «Corriente sanguínea»- es una canción por el cantautor británico Ed Sheeran. Fue escrita por Sheeran, Rudimental y los miembros de Snow Patrol, Johnny McDaid y Gary Lightbody. La producción fue hecha por Rick Rubin. La canción fue lanzada como descarga digital a la tienda de iTunes el 17 de junio de 2014, siendo el cuarto de siete sencillos promocionales de su segundo álbum de estudio, x. Entró al UK Singles Chart con el número 81 y llegó al número 60.

## Canción y lanzamiento
La canción es sobre Sheeran consumiendo MDMA durante una boda en Ibiza. Afirmó que durante la experiencia "se enamoró de un puf" y que "sintió ansiedad, sintió amor, sintió calor, se sintió un poco extraño." Sheeran hizo un concierto en vivo para cantar la canción durante un set en el Festival de Glastonbury con el coescritor, Rudimental el 27 de junio de 2014.